# Ptilorrhoa tacheté
Ptilorrhoa leucosticta
Espèce
Statut de conservation UICN

 LC  : Préoccupation mineure
Le Ptilorrhoa tacheté (Ptilorrhoa leucostictaa) est une espèce d'oiseau de la famille des Cinclosomatidae.
Cet oiseau fréquente les régions montagneuses de Nouvelle-Guinée.